# Huracán Baker (1950)
El huracán Baker fue un gran huracán que afectó a las Islas de Sotavento, Antillas Mayores, y la costa del Golfo de los Estados Unidos. El ciclón tropical, fue el segundo huracán más intenso, el segundo huracán, y la segunda tormenta tropical de la temporada 1950 de huracanes del Atlántico. El huracán Baker alcanzó vientos máximos de 195 km/h, cerca de las Islas de Sotavento, atravesó Antigua, y se debilitó en una depresión tropical al suroeste de Puerto Rico. Se reintensificó al sur de Cuba, y se fortaleció a un huracán de categoría 2 en el golfo de México, y golpeó a los Estados Unidos cerca de Gulf Shores, Alabama, con vientos de 140 km/h. Produjo grandes daños en las Antillas Menores y Cuba, pero los impactos fueron mínimos en los Estados Unidos.

## Historio meteorológica
En la mañana del 20 de agosto, una fuerte tormenta tropical se desarrolló a 718 km al este de Basse-Terre, Guadalupe. La tormenta tropical se profundizó hasta la intensidad de huracán. El 21 de agosto, rápidamente alcanzó vientos máximos sostenidos de 195 km/h, equivalente a un huracán categoría 3. El huracán pasó por Antigua, durante la noche, con vientos de 185 km/h. El 22 de agosto, perdió intensidad y se debilitó a una tormenta tropical. El 23 de agosto, Baker hizo tierra cerca de la ciudad de Guánica en Puerto Rico como una tormenta tropical mínima. Los vientos más fuertes en la isla de Puerto Rico fueron de 55-65 km/h. La tormenta luego degeneró en una onda tropical, y se movió al oeste-noroeste La Española. El 24 de agosto, vuelve a entrar en el océano Atlántico, y la depresión tropical Baker cruzó la costa oriental de Cuba a principios del día siguiente.
El 25 de agosto, se fortaleció de nuevo sobre el mar Caribe al sur de Cuba, y volvió a intensificarse a tormenta tropical. El 27 de agosto, Baker afectó a la provincia de Pinar del Río con vientos de 75 km/h, y luego se dirigió hacia el norte hacia el golfo de México. El 28 de agosto, se fortaleció en huracán, según notificaron los buques de reconocimiento el huracán alcanzó una intensidad de 175 km/h el 30 de agosto. La presión central mínima fue de 979 mbar. El ciclón disminuyó de intensidad antes de entrar en tierra. El 31 de agosto, golpeó Gulf Shores, Alabama como un huracán de categoría 1 con unos vientos sostenidos de 140 km/h. La presión central estimada al tocar tierra fue de 980 mbar. Se movió sobre Alabama y se disipó sobre el sureste de Misuri el 1 de septiembre.